# Negros da terra

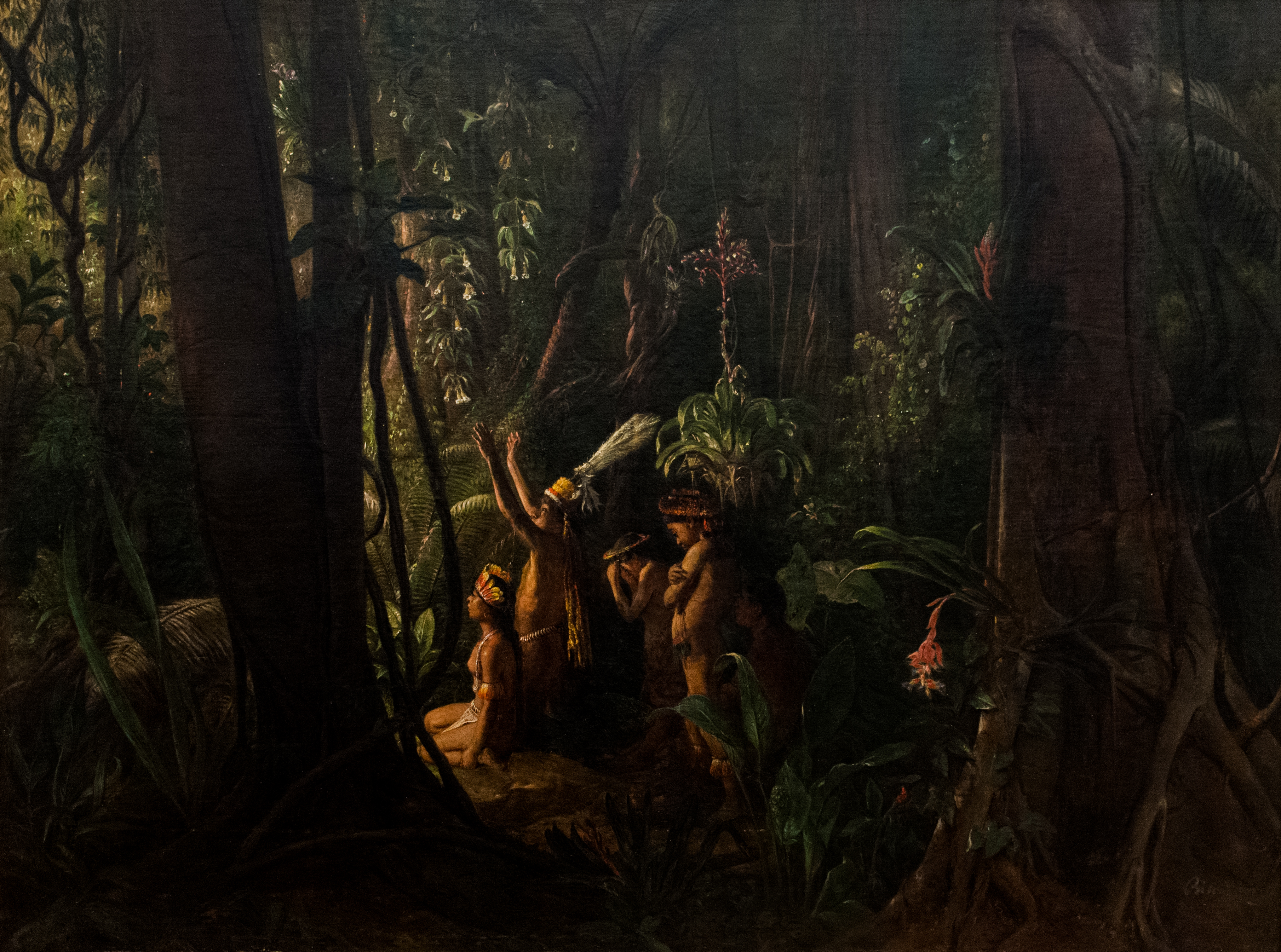
Índios da Amazônia adorando o Deus-Sol, de
François-Auguste Biard c. 1860

Negros da terra era como os portugueses apelidavam os escravos indígenas no Brasil.
A palavra "preto" aparece no século X e designa uma pessoa de pele escura, mais particularmente originária da África subsariana. A palavra "negro" passa a ser adotada no século XV com a escravização de africanos pelos espanhóis (como ilustra uma cena do filme Amistad). Por isso, o principal conceito da palavra negro era, por conseguinte, "escravo".